# Maljowanzen
Die Maljowanzen (russisch Малёванцы / Maljowanzy, wiss. Transliteration Malëvancy; ukrainisch Мальованці / Maljowanzi, wiss. Transliteration Malʹovanci) sind eine russische bzw. ukrainische Glaubensgemeinschaft, die im Russischen Kaiserreich seit den 1880er Jahren in der Ukraine und Weißrussland ansässig war, seit etwa 1890 im Gouvernement Kiew nachweisbar.

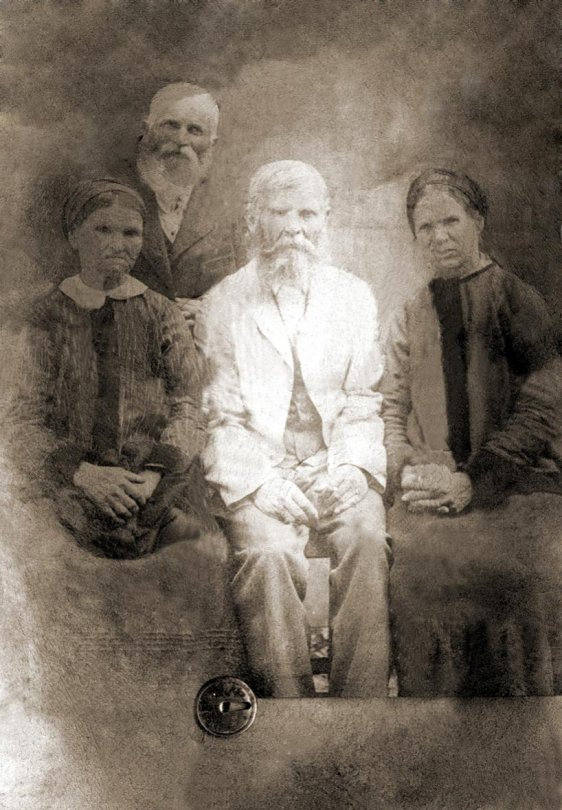
Kondrati Maljowanny (in der Mitte) und Anhänger seiner Lehren

## Einführung
Ihr Stifter Kondrati Maljowanny (1844–1913), der sich selbst zum Christus erklärte, wurde 1844 im Gouvernement Kiew geboren. Er gehörte zunächst für mehrere Jahre den Stundisten an. Die christliche Gemeinschaft der Maljowanzen entstand Ende des 19. Jahrhunderts in der Ukraine. Sie hat viel gemeinsam mit den Chlysten, Pfingstlern, Baptisten. Sie kritisierten den Staat und die offizielle orthodoxe Kirche, und sie wurden verfolgt. Nach der Revolution von 1905–1907 schlossen sie sich den Tolstoianern an.
In einem Artikel des katholischen Allgemeines Literaturblatts aus dem Jahr 1905 wird ihr Glaube folgendermaßen beschrieben:

„Das Neue Testament ist für die Maljowantzi nur Allegorie, es gibt für sie keine Auferstehung von den Toten, kein Leben nach dem Tode, Gotteshäuser und Kulthandlungen sind für sie überflüssig; doch predigen sie Toleranz den übrigen Glaubensgenossenschaften gegenüber.“

Der Gründer der Glaubensgemeinschaft wurde für psychisch krank erklärt und mehrfach in psychiatrische Kliniken eingewiesen.
Bei der Schilderung von Teilen ihres religiösen Lebens übernimmt der Psychiater Emil Kraepelin eine Schilderung von Iwan Sikorski (1842–1919):

„Die von Sikorski geschilderten „Malewanzen“ rochen den unvergleichlichen Duft des heiligen Geistes, sahen Farben, Gestalten, Kronen am Himmel, bemerkten, wie ihre Glaubensgenossen über der Erde schwebten.“

Über die medizinische Prüfung der Psychiater Sikorski in Kiew und W. Bechterew in Kasan, bei denen sich der Begründer in Behandlung befand, urteilt Karl Konrad Grass
(wobei seine Beurteilung der von Jassewitsch-Borodajewskaja folgt), dass sie „die Sache einseitig vom pathologischen Gesichtspunkt behandelt“ hätten: „Vieles, was sie bloss als Aeusserung religiösen Wahnsinns hinstellen, ist alte chlüstische Anschauung.“